# Carlton Football Club
Il Carlton Football Club è uno dei club più antichi e vittoriosi del football australiano. Rappresenta il quartiere di 
Carlton della città del Melbourne, nello stato di Victoria, il soprannome del club è The Blues – I Blu per via del colore delle divise da gioco, il simbolo del club sono le tre iniziali sovraimposte.

## La storia del club

### Gli inizi
Formato nel 1864, inizialmente Carlton giocava nella Victorian Football Association (VFA), ed è stato uno dei club fondatori della Victorian Football League (VFL) nel 1897, lega divenuta la Australian Football League negli anni '80.

### I primi di tanti
Carlton accedette alle finali della VFL per la prima volta nel 1904. Due anni dopo, nel 1906, partecipò alla prima delle sue cinque finali consecutive, vincendo le prime tre, Carlton divenne il primo club ad aggiudicarsi il campionato per tre anni di fila. La quarta finale, nel 1909 venne persa da Carlton per soli 2 punti. Nella quinta finale consecutiva, nel 1910, Carlton affrontò (perdendo) Collingwood, dando così inizio ad una rivalità storica che dura tutt'oggi e che è comunemente detta 'The Rivalry'. Questi anni gloriosi sono detti 'The First of Many', 'I primi di tanti'. Negli anni venti il club subì un leggero declino e vide la crescita del Collingwood.

### La storia recente
Gli ultimi anni decisamente non sono stati favorevoli per Carlton. Lo sviluppo della lega al di là dei confini tradizionali dello stato del Victoria ha impattato violentemente gli abituali rapporti di forza della lega. La progressiva crescita di club quali West Coast Eagles, Adelaide Crows, Sydney Swans, Port Adelaide e Brisbane Lions, ha portato fuori dallo stato del Victoria 10 campionati dal 1992, ed ha così ridotto notevolmente il bottino del Carlton. I vecchi tempi quando Carlton poteva semplicemente aggiudicarsi tutti i migliori giocatori in tutto il paese sono oramai andati, e i giocatori degli altri stati trovano ormai il successo nei club delle città di origine, grazie al sistema delle scelte e del salary cap che limita le possibilità dei club più ricchi di impossessarsi di tutto il mercato.
Le falle nella fortezza Carlton sono apparse evidenti nel 2002 quando il club ha disonorato la propria fama sia sul campo che fuori. La squadra si è qualificata ultima nella lega e uno scandalo ha investito l'allora presidente John Elliott, scoperto a fare pagamenti illegali a certi giocatori.
Agli inizi del 2005 sembrava che il club si stesse riprendendo dalle passate sconfitte, ma alla vittoria del torneo pre-campionato, seguì il secondo cucchiaio di legno (fittizio trofeo per la squadra ultima classificata), onta che si è abbattuta su Carlton anche nella stagione 2006, nonostante tra le sue file giocasse il miglior marcatore della lega.
Il club è stato l'ultimo ad abbandonare il proprio campo di gioco storico, il Princes Park, dove ha giocato le proprie stagioni per ben 108 anni. Nel 2005 è stata disputata l'ultima partita in questo storico impianto, rinominato recentemente Optus Oval.

## Le finali più famose
1945: The Bloodbath – Il bagno di sangue
Una battaglia ingloriosa venne giocata tra Carlton e South Melbourne (ora Sydney Swans), durante la quale il gioco assunse aspetti decisamente brutali, tanto da essere soprannominata il bagno di sangue. Al termine di tale scontro ben dieci giocatori vennero processati dal tribunale disciplinare della VFL (nel football australiano non esistono le espulsioni).
La partita terminiò con diversi giocatori infortunati, e avvennero scontri sul campo tra arbitri, poliziotti, allenatori e spettatori. Carlton vinse con 28 punti di vantaggio e a seguito della gara vennero prese le seguenti decisioni disciplinari:
— Ted Whitfield (South), riconosciuto colpevole e sospeso per l'intera stagione successiva.
— Jack Williams (South),.
—Herbie Matthews (South) capitano, riconosciuto colpevole ma non sospeso.
— Keith Smith (South), riconosciuto innocente.
— Don Grossman (South), riconosciuto colpevole e sospeso per 8 settimane.
— Jim Cleary (South), riconosciuto colpevole e sospeso per 8 settimane.
— Ken Hands (Carlton), riconosciuto innocente.
— Captain Bob Chitty (Carlton), riconosciuto colpevole e sospeso per 8 settimane.
— Ron Savage (Carlton), riconosciuto colpevole e sospeso per 8 settimane.
— Fred Fitzgibbon (Carlton), già sospeso per la gara, riconosciuto colpevole e sospeso per ulteriori 4 settimane per essere entrato in campo ed aver partecipato in diverse risse.
1970: The Great Comeback – La grande rimonta
Una delle finali più famose nella storia della VFL/AFL fu quella del 1970: Carlton, guidata dal leggendario allenatore Ron Barassi, rimontò i 44 punti di svantaggio che aveva al termine del primo tempo per vincere di 10. Durante la partita avvenne anche uno dei più famosi mark (presa al volo) della storia dello sport, ad opera del grande Alex Jesaulenko, che fece esclamare al commentatore le parole oramai diventate un classico dello sport: Oh Jesaulenko! You Beauty!"

## Il club

### Abbonati
Nel 2005, il Carlton Football Club ha avuto 33,534 abbonati.

### Presidenti
- Ivan Rohrt (197?-1976)
- George Harris (1976-1980)
- Ian Rice (1980-1982)
- John Elliott (1982-2002)
- Ian Collins (2002-2006)
- Graham Smorgon (2006-)

### Record
- Campionati vinti:
- Victorian Football Association
  - 1877, 1887
- VFL/AFL
- Titolari
  - 1906, 1907, 1908, 1914, 1915, 1938, 1945, 1947, 1968, 1970, 1972, 1979, 1981, 1982, 1987, 1995
- Riserve
  - 1926, 1927, 1928, 1951, 1953, 1986, 1987, 1990
- Under 19
  - 1948, 1949, 1951, 1963, 1978, 1979
- Tornei precampionato:
  - 1983, 1997, 2005
- McClelland Trophy
  - 1969, 1979, 1985 (a pari merito), 1987, 1995
- Wooden Spoons – Cucchiaio di legno:
  - 2002, 2005, 2006

### Record Individuali
- Goal in carriera
  - 738- Stephen Kernahan (1986-1997)
  - 722- Harry "Soapy" Vallence
  - 444- Alex Jesaulenko
  - 444- Robert Walls
- Partite giocate
  - 375- Craig Bradley
  - 356- Bruce Doull
  - 331- John Nicholls
  - 312- Stephen Silvagni

## Trofei Individuali

### Vincitori della medaglia Brownlow per il miglior giocatore
- Bert Deacon (1947)
- John James (1961)
- Gordon Collis (1964)
- Greg Williams (1994)

### Vincitori del Leigh Matthews Trophy per il miglior giocatore (secondo l'associazione giocatori)
- Greg Williams (1994)
- Anthony Koutoufides (2000)

### Vincitori della medaglia Norm Smith
- Wayne Harmes (1979)
- Bruce Doull (1982)
- David Rhys-Jones (1987)
- Greg Williams (1995)

### Vincitori della medaglia Michael Tuck
- Craig Bradley (1997)
- Brendan Fevola (2005)

### Vincitori della Medaglia Coleman per il miglior marcatore
- Tom Carroll (1961)
- Brendan Fevola (2006)

### Vincitori del Mark of the Year
- Alex Jesaulenko (1970)
- Peter Bosustow (1981)
- Ken Hunter (1983)
- Stephen Silvagni (1988)
- Matthew Lappin (1999)

### Vincitori del Goal dell'anno
- Peter Bosustow (1981)
- Eddie Betts (2006)

## La squadra del secolo
| Backs:         | Bruce Comben   | Stephen Silvagni            | Geoff Southby    |
| Half Backs:    | John James     | Bert Deacon                 | Bruce Doull      |
| Centres:       | Garry Crane    | Greg Williams               | Craig Bradley    |
| Half Forwards: | Wayne Johnston | Stephen Kernahan (capitano) | Alex Jesaulenko  |
| Forwards:      | Ken Hands      | Harry Vallence              | Rod Ashman       |
| Followers:     | John Nicholls  | Sergio Silvagni             | Adrian Gallagher |
| Interchange:   | Robert Walls   | Mike Fitzpatrick            | Ken Hunter       |
|                | Trevor Keogh   |                             |                  |
| Coach:         | David Parkin   |                             |                  |